# 伊萬尼夫 (利維夫州)
49°30′50″N 23°0′2″E / 49.51389°N 23.00056°E
伊萬尼夫（烏克蘭語：Іванів）是位於烏克蘭西部的村莊，由利沃夫州桑比爾區的黑里夫市鎮負責管轄。該村面積0.46平方公里，海拔高度326米，2001年人口121，人口密度每平方公里264.77人。